# محمد پروین
محمد پروین (۱۲ خرداد ۱۳۶۷ در تهران) بازیکن فوتبال اهل ایران است. وی فرزند علی پروین است.
پروین سابقه بازی در تیم‌های پرسپولیس، استیل‌آذین، سایپا، دونایسکا استردا، پیکان، گهر زاگرس و پارسه این بازیکن در سن ۲۶ سالگی از فوتبال خداحافظی کرد و مالکیت و مدیریت تولیدی نان فانتزی را عهده‌دار شد. پروین خداحافظی زود هنگامش را به وضعیت کنونی فوتبال مرتبط دانست. او هم‌اکنون به تجارت برنج اشتغال دارد.

## افتخارات

### ملی
- قهرمانی در مسابقات فوتبال غرب آسیا ۲۰۰۸

### شخصی
- آقای گل مسابقات لیگ دسته اول فوتبال ایران (جام آزادگان) ۸۷–۱۳۸۶ همراه با استیل‌آذین با ۱۵ گل زده.